# Płaza

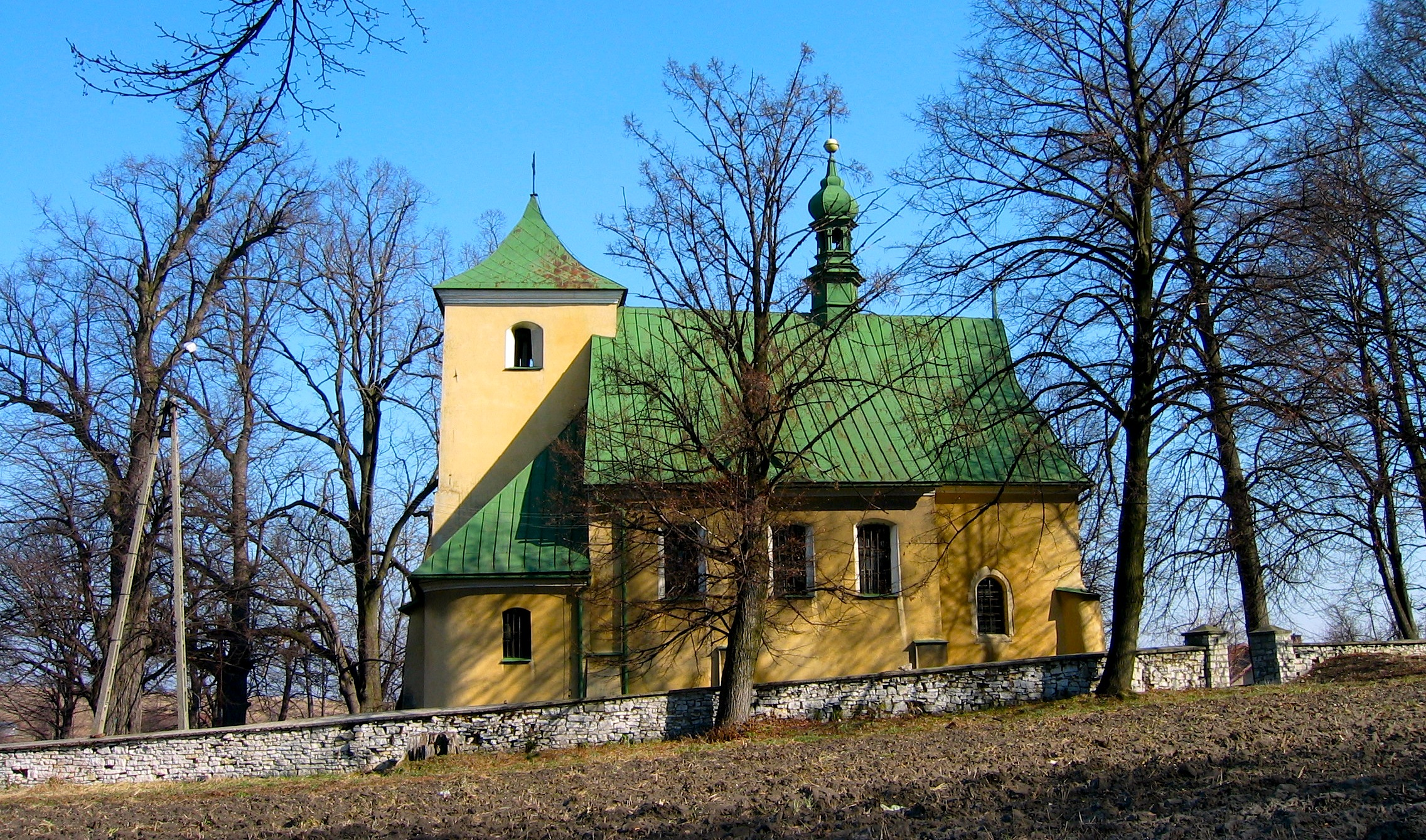
Kościół Podwyższenia Krzyża Świętego w Płazie

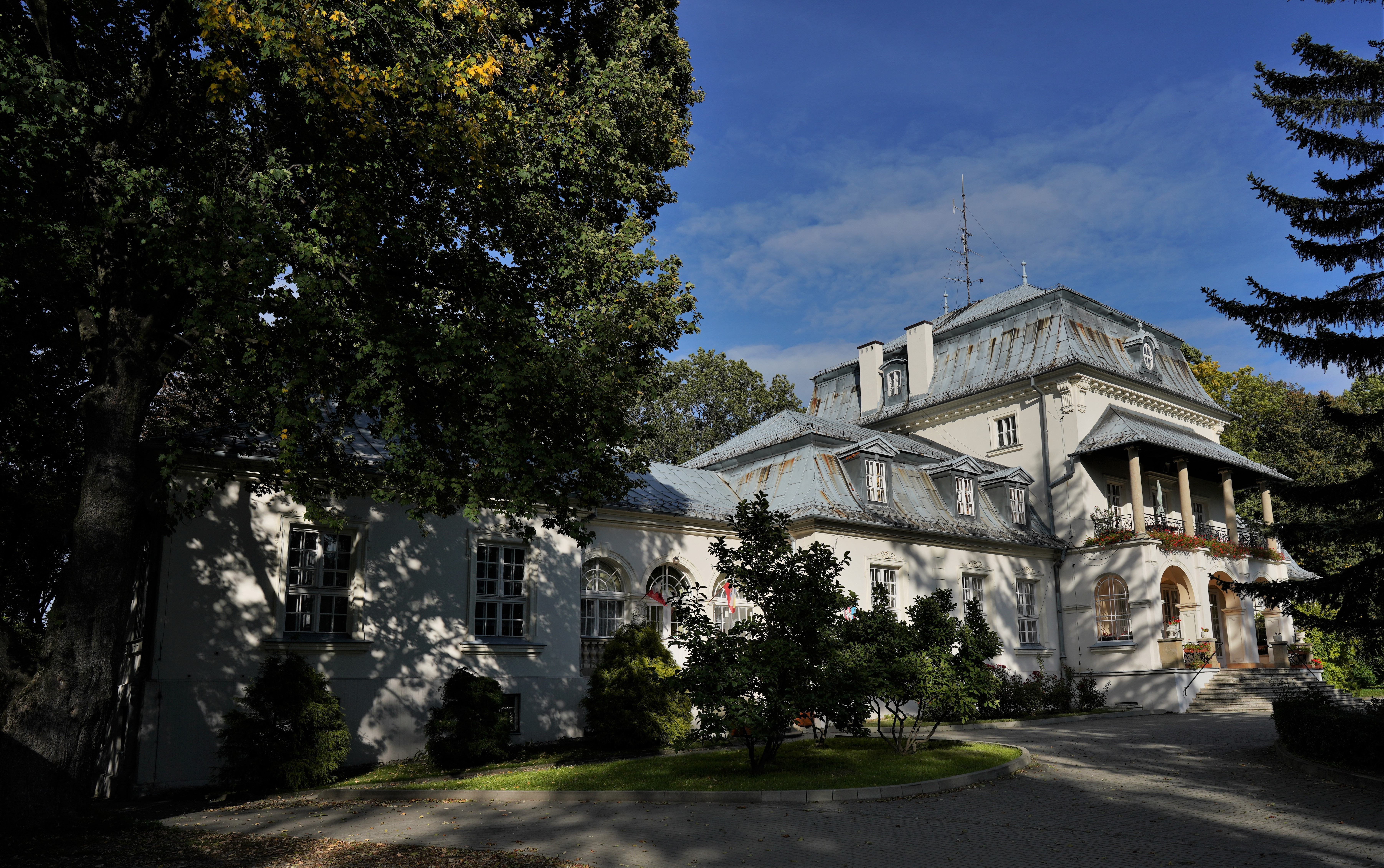
Pałac Starzeńskich w Płazie

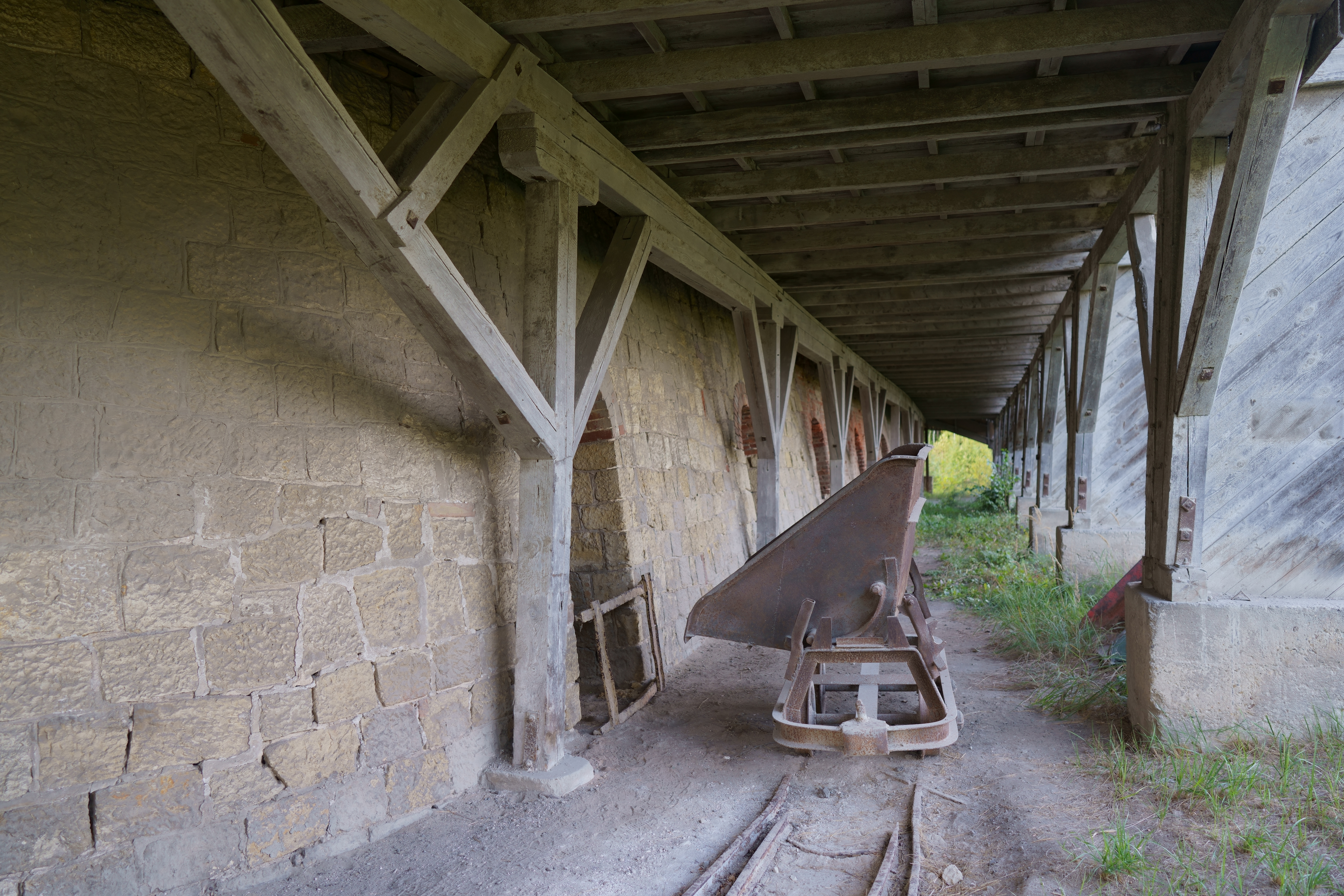
Piec kręgowy typu „Hoffman” (wapiennik)

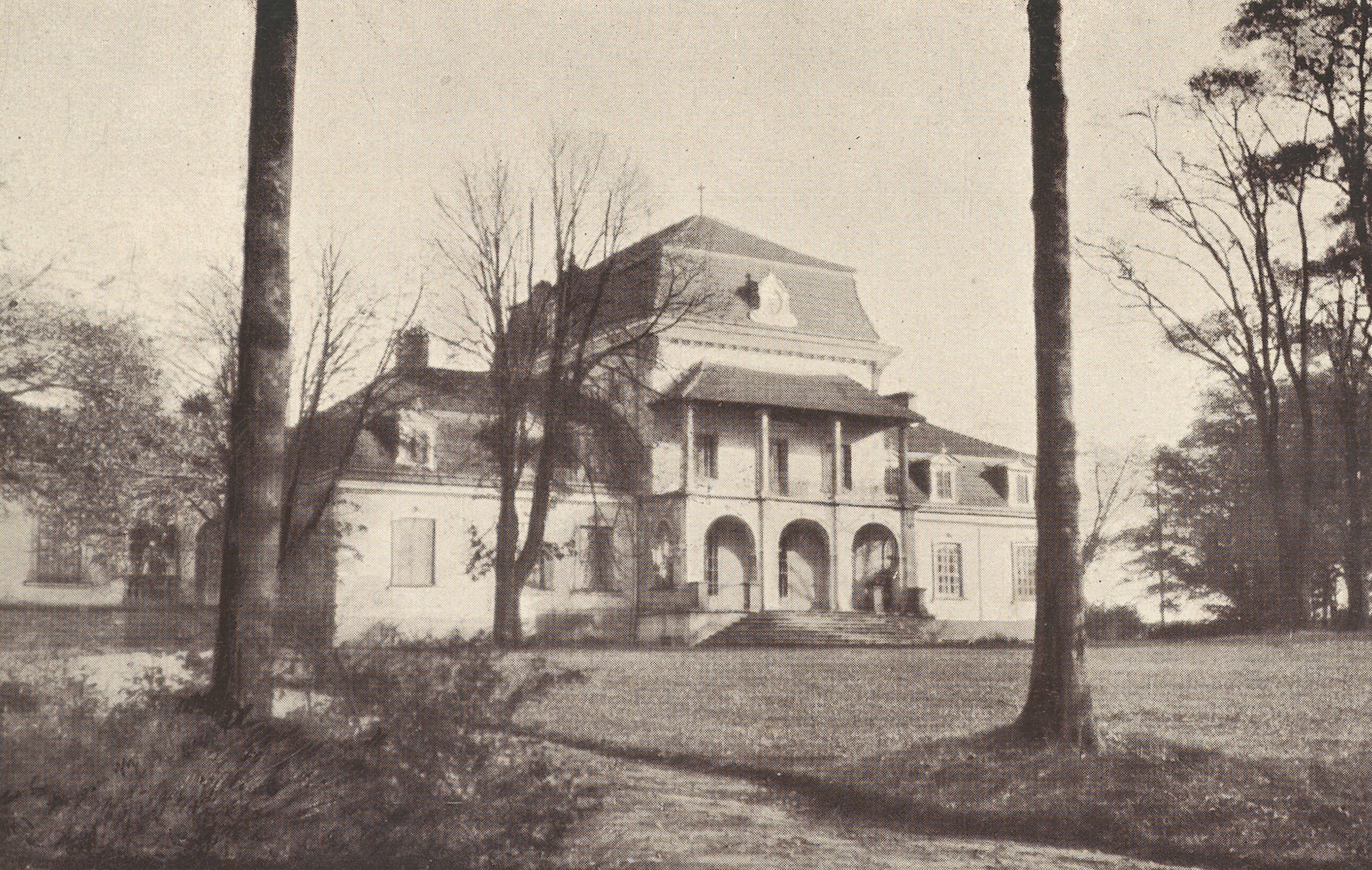
Pałac przed 1911

Płaza – wieś w Polsce, położona w województwie małopolskim, w powiecie chrzanowskim, w gminie Chrzanów. Przez wieś przepływa rzeka – Płazianka. W Płazie znajdują się Zakłady Wapiennicze oraz linia kolejowa wykorzystywana sporadycznie przez pociągi towarowe oraz nieczynna stacja kolejowa Płaza.
| SIMC    | Nazwa           | Rodzaj     |
| ------- | --------------- | ---------- |
| 0213546 | Kaniowizna      | część wsi  |
| 0213552 | Kolonia Działki | część wsi  |
| 0213569 | Płaza-Wapiennik | część wsi  |
| 0213598 | Podgórze        | przysiółek |
| 0213606 | Podlas          | przysiółek |
| 0213612 | Simota          | przysiółek |
| 0213575 | Skotnica        | część wsi  |
| 0213629 | Starzyny        | przysiółek |
| 0213581 | Syberia         | część wsi  |

## Historia
Pierwsze wzmianki w źródłach o miejscowości Płaza pochodzą z 1376 roku. W połowie XV w. we wsi wybudowano kościół parafialny pod wezwaniem Podwyższenia Krzyża Świętego. Budowę zapoczątkował proboszcz Bartłomiej. Została ona zakończona przez Tomasza Żydka. W latach 1655–1657 wieś została zniszczona przez Szwedów. W XVIII w we wsi wybudowano dwór, później zmieniony w pałac, który dzisiaj jest nadal wykorzystywany w celach użytkowych jako Dom Pomocy Społecznej dla Dorosłych. W 1893 r. powstał Zakład Wapienniczy „Wapiennik”. W zakładzie znajduje się zabytkowy kręgowy piec wapienniczy do wypalania wapna typu „Hoffman”. Tuż przed rozpoczęciem się II wojny światowej we wsi zakończono budowę szkoły podstawowej, która później podczas wojny została zniszczona. Po zakończeniu wojny odbudowano szkołę i rozpoczęto budowę ośrodka zdrowia, w którego wznoszeniu dużej pomocy udzielił Zakład Wapienniczy „Wapiennik” przekazując materiały budowlane. Ośrodek został zbudowany przez mieszkańców wsi. W 2. połowie XX w. rozpoczęto plany budowy nowego kościoła, gdyż stary był już zbyt mały ze względu na znaczne zwiększenie się liczby mieszkańców wsi po II wojnie światowej. Na przełomie XX w. i XXI w. wybudowano budynek Publicznego Gimnazjum Nr 5. Ponadto we wsi działa klub sportowy piłki nożnej „LKS Tempo Płaza” oraz jednostka OSP.
W latach 1954-1972 wieś była siedzibą gromady Płaza. W latach 1975–1998 miejscowość administracyjnie należała do województwa katowickiego.

## Zabytki
Obiekty wpisane do rejestru zabytków nieruchomych województwa małopolskiego.
- Kościół parafialny pw. św. Krzyża z wyposażeniem;
- zespół pałacowy: pałac, zespół zabudowań gospodarczych, park, ogrodzenie z bramami - pod koniec XVIII w. istniał na tym miejscu barokowy dwór, przebudowany w 1832 r. przez ówczesnego właściciela wsi, Wincentego Szembeka, na pałac. W 1898 r. zakupił go wraz z 921 hektarami ziemi znany botanik i właściciel majątku Mogielnica w województwie tarnopolskim, hr. Adam Starzeński. W latach 1900–1901 przebudował on pałac według projektu architekta Zygmunta Hendla. Ostatnim właścicielem (do 1945 r.) był Antoni Edmund Starzeński[8][9];
- piec kręgowy Hoffmana w Płazie z 1892 roku[6].